# Birka og Hovgården
Birka og Hovgården et verdensarvsområde i Ekerö kommun på Björkö og Adelsö i søen Mälaren nordvest for Stockholm. Birka og Hovgården blev optaget på UNESCOs liste over verdensarv i 1993.
Birka var Sveriges første by og området omkring Mälaren spillede en stor rolle i Vikingetiden. Det var her, at kong Bjørn modtog den frankiske missionær Ansgar i 830 og anlagde en kirke i 831.